# Ромільдо Ечеверрі
Ромільдо Хорхе Ечеверрі Марнікес (ісп. Romildo Jorge Etcheverry Marniquez, 15 грудня 1906 — дата смерті невідома) — парагвайський футболіст, що грав на позиції півзахисника, зокрема, за клуб «Бока Хуніорс», а також національну збірну Парагваю.
Чемпіон Аргентини. 
Був військовослужбовцем парагвайської армії під час війни в Чако, де служив льотчиком.

## Клубна кар'єра
У футболі дебютував виступами за команду «Олімпія» (Асунсьйон). 
1933 року перейшов до клубу «Бока Хуніорс», за який відіграв 1 сезон.  Більшість часу, проведеного у складі «Бока Хуніорс», був основним гравцем команди. За цей час виборов титул чемпіона Аргентини. 

## Виступи за збірну
1929 року дебютував в офіційних матчах у складі національної збірної Парагваю. Протягом кар'єри у національній команді, яка тривала 2 роки, провів у її формі 3 матчі.
У складі збірної був учасником Чемпіонату Південної Америки 1929 року в Аргентині, де зіграв у двох зустрічах і разом з командою здобув «срібло», та чемпіонату світу 1930 року в Уругваї, де зіграв проти США (0:3).

## Титули і досягнення
- Чемпіон Аргентини (1):

«Бока Хуніорс»: 1934
- Срібний призер Чемпіонату Південної Америки: 1929